# Catalyst (álbum)
Catalyst es el cuarto álbum de estudio del grupo estadounidense de rock New Found Glory. Fue producido por Neal Avron y lanzado el 18 de mayo de 2004 por Geffen Records. El álbum cuenta con un disco interactivo que incluye un making-of del video musical del primer sencillo, All Downhill from Here. Catalyst debutó en el puesto número tres en la lista de Billboard 200, el puesto más alto en la carrera del grupo, y más adelante recibió su certificación de oro por parte del Recording Industry Association of America (RIAA), el 18 de agosto de 2004. además la canción At Least I'm Known for Something salió en el videojuego del año 2004. Burnout 3: Takedown y fue el cuarto y penúltimo sencillo del álbum, el cual solo se distribuyo en radio sin ningún video musical

## Lista de canciones
1. "Intro" - 0:37
2. "All Downhill from Here" - 3:12
3. "This Disaster" - 3:08
4. "Truth of My Youth" - 3:04
5. "I Don't Wanna Know" - 3:30
6. "Your Biggest Mistake" - 2:47
7. "Doubt Full" - 3:36
8. "Failure's Not Flattering" - 3:51
9. "Over the Head, Below the Knees" - 3:40
10. "Ending in Tragedy" - 3:31
11. "At Least I'm Known for Something" - 3:32
12. "I'd Kill to Fall Asleep" - 3:11
13. "No News Is Good News" - 3:00

"Who Am I" (pista escondida) - 3:18

### Bonus tracks de la versión del Reino Unido
14. "Radio Adelaide" - 2:43

15. "Constant Static" - 3:18

16. "Who Am I" - 3:19

### Bonus tracks de la versión japonesa
14. "Radio Adelaide" - 2:43

15. "Constant Static" - 3:18

16. "Whiskey Rose" - 3:50

17. "Who Am I" - 3:19

## Créditos
Las siguientes personas contribuyeron al álbum:
| - Jordan Pundik - vocalista principal - Chad Gilbert - guitarra, vocalista, compositor - Steve Klein - guitarra rítmica, letras - Ian Grushka - bajo - Cyrus Bolooki - batería, percusión - James Dewees - teclados - Charlie Bisharat – violín - Neal Avron – teclados, sintetizador - Joel Derouin – violín - David Campbell – viola - Larry Corbett – chelo - Freddy Cricien – coros - Debra Byrd – coros - Toby Morse – coros - Riley Avron – coros - Angela Fisher – coros - Andy Jackson – coros - Kendall Payne – coros - Tony Wilkins – coros - Paul Haddad - coros ("I'd Kill to Fall Asleep") | - Neal Avron - productor - Tom Lord-Alge - mixing - Ted Jensen - masterización - Gunnar - arte, ilustración - James Minchin III - fotografía - Jordan Schur - A&R |

## Listas
Sencillos
| 2004 | "All Downhill from Here"   | 11 | 58 |
| 2004 | "Failure's Not Flattering" | -  | 67 |
| 2005 | "I Don't Wanna Know"       | -  | 48 |

Álbum
| Lista             | Máxima posición |
| ----------------- | --------------- |
| U.S Billboard 200 | 3               |
| UK Album Chart    | 27              |